# Aphytis pilosus
Aphytis pilosus är en stekelart som beskrevs av Debach och Rosen 1976. Aphytis pilosus ingår i släktet Aphytis och familjen växtlussteklar. Inga underarter finns listade i Catalogue of Life.